# Regnum Christi
Il Regnum Christi è un movimento di apostolato formato dalla Congregazione di diritto pontificio dei Legionari di Cristo e da laici, laici consacrati e sacerdoti diocesani.
Riconosce come suo fondatore il sacerdote legionario Marcial Maciel Degollado, sebbene un altro legionario Alfredo Torres Villanueva nel 2011 abbia rivendicato la paternità del Regnum Christi e abbia negato qualsiasi ruolo di Maciel nella sua fondazione.

## Storia
Ci sono due versioni differenti sulla fondazione del Regnum Christi. I Legionari di Cristo affermano  che Marcial Maciel al termine della "grande benedizione" intraprese a Salamanca la fondazione del Regnum Christi scrivendo a partire dal 1959 i primi Statuti con la collaborazione di Rafael Arumí, anche lui un legionario.
Il sacerdote legionario Alfredo Torres afferma che fu invece lui stesso a aprire la prima casa del movimento a Madrid nel 1965 e a fondare il Regnum Christi a Saragozza nel 1968. Verso il 1975 Maciel permise che il 10% dei legionari si incorporassero al Regnum Christi e nel 1978 che tutta la congregazione entrasse a formar parte del movimento.
Nel 1964 nacque la Fondazione Mano Amica, con l'obiettivo di costruire scuole nelle quali i bambini senza risorse economiche potessero ricevere un'educazione elevata. La prima scuola Mano Amica fu inaugurata nel 1966.
Fra il 1968 e il 1970 si formarono i primi gruppi del Regnum Christi, in Spagna, in Messico e in Irlanda.  Nel 1970 Maciel fondò l'ECYD (Educazione, Cultura e Sport): un'organizzazione internazionale rivolta a bambini e adolescenti cattolici per la costruzione di un mondo nuovo, fondato sugli ideali cristiani di carità, di sincerità, d´amicizia, di purezza, di generosità e di gioia.
Il 9 agosto 1971 venne fondata FAME (Famiglia Messicana) per salvaguardare e promuovere i valori della famiglia, mediante laboratori, corsi con diploma o master.
Sotto l'egida del Regnum Christi nel 1978 nasceva l'ANSPAC (Associazione Nazionale pro Superamento Personale) volta migliorare il livello morale, sociale e culturale delle famiglie messicane, attraverso la promozione integrale della persona.
Durante la prima visita di papa Giovanni Paolo II in Messico nel 1979, il Regnum Christi collaborò nell'organizzazione del viaggio papale. In risposta al suo invito alla nuova evangelizzazione, nel 1986 fu fondata Gioventù e Famiglia Missionaria (GFM) che svolge missioni di evangelizzazione, mediche ed umanitarie.
Nel 1988 nacque Generazione Imprenditoriale, organizzazione che promuove un'etica imprenditoriale basata sui principi dell'umanesimo cristiano e della dottrina sociale della Chiesa.
Nel 1990 nacque il CEFID (Centro di formazione integrale a distanza) che offre mezzi di santificazione personale ed apostolati, sotto forma di corsi per corrispondenza e on-line, laboratori, antologie di testi, e altri servizi.
A Roma, il 3 gennaio 1991, in occasione del 50º anniversario della fondazione della Legione di Cristo, si svolse il primo evento mondiale del Regnum Christi.
Nel 1997 nacque NET, programma di formazione cattolica per i bambini, con la finalità di rinforzare l'istituzione familiare come scuola di evangelizzazione e di fare di ogni casa una chiesa domestica.
Nel 2000 il Regnum Christi fondò Sognare ad occhi aperti, un progetto di volontariato dedicato a bambini orfani, temporaneamente affidati a case-famiglia, degenti per patologie di particolare gravità, o che vivono in contesti ambientali o familiari di abbandono, inadeguatezza dei genitori, povertà, violenza, marginalità, degrado.
In collaborazione con i legionari ha creato 22 università ed istituti di formazione superiore e 158 scuole: in Italia nel 2005 fu inaugurata l'Università Europea di Roma.
Il 26 novembre 2004, la Santa Sede promulgò il decreto di approvazione degli Statuti del Regnum Christi, formati da 128 numeri.
Nel 2009 alcune consacrate del Regnum Christi negli USA scoprirono che gli Statuti in uso nel Regnum Christi, formati da quasi 1500 numeri, non corrispondevano a quelli approvati dalla Santa Sede. In una lettera del gennaio del 2010, Evaristo Sada, segretario generale dei Legionari di Cristo, ammise che (contrariamente a quella che lui definiva una prassi ecclesiale) le norme degli Statuti (approvati dalla Santa Sede) e quelle dei Regolamenti (che però non furono promulgati da un Capitolo Generale) erano state fuse e che era stato commesso l'errore di considerare non necessario segnalare la differenza ai membri del Regnum Christi. Comunque, secondo Sada, il carisma fondazionale del Regnum Christi era composto da Statuti e Regolamenti nel loro insieme. In realtà la distinzione tra Statuti e Regolamenti non è una prassi ecclesiale, ma una norma di diritto canonico.
Il 27 settembre 2010 il delegato pontificio per i Legionari di Cristo cardinale Velasio De Paolis inviò una visita apostolica ai membri consacrati del Regnum Christi e nominò visitatore apostolico Ricardo Blazquez, vescovo di Valladolid, che fu già visitatore apostolico dei Legionari di Cristo. La visita apostolica finì nel giugno 2011.
La visita apostolica confermò la denuncia delle consacrate statunitensi: il delegato pontificio cardinale Velasio De Paolis dichiarò che in attesa di nuove disposizioni gli Statuti del Regnum Christi approvati nel 2004 erano in vigore e vincolanti, ma gli "Statuti e Regolamenti del Regnum Christi" non avevano valore giuridico perché non furono approvati da un Capitolo generale e dovevano essere revisionati da una commissione centrale. In più il delegato apostolico avviò la separazione tra governo dei Legionari di Cristo e governo del terzo grado del Regnum Christi (consacrati e consacrate) e trasferì le competenze del direttore generale e dei direttori territoriali dei Legionari di Cristo rispettivamente alla assistente generale per le consacrate e al assistente generale per i consacrati e alle assistenti e agli assistenti territoriali.

## Natura e missione
Nei suoi Statuti il Regnum Christi si definisce un movimento militante di apostolato, formato da laici, da sacerdoti diocesani e dai Legionari di Cristo. La sua missione è l'instaurazione del Regno di Cristo tra gli uomini mediante la santificazione dei suoi membri e un'azione apostolica personale e organizzata.
L'azione apostolica del Regnum Christi ha le seguenti finalità:
- l'adesione al Regnum Christi e la formazione di gruppi selezionati di leader nei diversi settori della società (in particolare tra i giovani, gli intellettuali, gli imprenditori, i liberi professionisti e i politici) affinché come membri del Regnum Christi usino il loro ruolo e la loro influenza per far sì che lo Spirito di Gesù Cristo penetri e trasformi la vita personale, familiare, professionale e sociale degli uomini
- permeare di spirito cristiano i mezzi di comunicazione sociale (in particolare: cinema, radio, televisione e stampa) per il ruolo decisivo che essi svolgono nell'informazione e nella formazione della coscienza individuale e dell'opinione pubblica
- realizzare opere destinate all'educazione e all'insegnamento (scuole, collegi e università), al servizio della famiglia (consultori, centri di orientamento e formazione familiare e matrimoniale), alla promozione della fede e della vita cristiana (centri di spiritualità, di catechesi e di formazione), all'evangelizzazione, alla promozione della cultura cattolica (centri culturali, congressi, riviste, case editrici), all'adolescenza ed alla gioventù (Ecyd e organizzazioni giovanili), alla promozione delle comunità più povere nell'ordine spirituale, morale e materiale, secondo le esigenze della giustizia e della carità evangeliche
- l'espansione costante del Regnum Christi nel numero dei suoi membri, nelle attività ed opere di apostolato, nella sua influenza all'interno della Chiesa cattolica e della società, nelle sue potenzialità economiche[10]
- con il consenso del capitolo generale e nel rispetto degli Statuti, qualsiasi altra finalità o attività che il superiore generale dei Legionari di Cristo ritenga conveniente.

Ogni membro del Regnum Christi può farsi promotore di attività particolari. Tuttavia è il superiore generale dei Legionari di Cristo a decidere se queste attività devono essere avviate e quali devono essere la loro impostazione e le loro effettive finalità. Ci sono stati casi in cui i membri del Regnum Christi promotori di attività di apostolato di successo ne sono stati estromessi perché la congregazione ne avesse il totale controllo.
Nella missione e nelle attività del Regnum Christi si sono verificati nel tempo cambiamenti anche improvvisi e contraddittori, che seguono più o meno fedelmente i cambi di pontificato e di priorità della Chiesa cattolica. Questa circostanza è spiegata dai Legionari di Cristo come effetto del carisma di obbedienza al papa, mentre i commentatori indipendenti la spiegano come effetto della strategia di Maciel di cercare la benevolenza dal papa regnante, conquistare simpatie nella Curia Romana e cavalcare le mode religiose del momento, remunerative in termini di donazioni e adesioni.
Ufficialmente il Regnum Christi non aderisce, né simpatizza per nessun partito, gruppo politico o ideologia. In realtà nei paesi in cui è presente il Regnum Christi e i suoi aderenti simpatizzano o appartengono alla destra teocon e popolare, supportando e cercando l'adesione degli esponenti dei corrispondenti partiti. Il Regnum Christi, come ente morale, non può figurare in eventi civili, politici e sindacali, ma possono farlo i suoi membri, anche organizzati in associazioni.
L'azione apostolica del Regnum Christi non si sostituisce ad alcun'altra realtà cattolica preesistente, ma collabora a tutti i livelli con il Papa, i vescovi, le parrocchie. L'effettiva attività del Regnum Christi nelle diocesi non è sempre stata coerente con questa impostazione. I maggiori contrasti con le diocesi ci sono stati negli USA. Nel 2002 il vescovo di Columbus (Ohio, USA) proibì ai Legionari di Cristo e al Regnum Christi di lavorare nel territorio della sua diocesi. Nel 2004 l'arcivescovo di St. Paul-Minneapolis, Harry Flynn, definì il Regnum Christi una "chiesa parallela".
Negli anni duemila furono almeno otto i vescovi degli USA che presero la stessa decisione di vietare ogni attività dei Legionari di Cristo e del Regnum Christi e di separarle da ogni attività delle parrocchie e delle diocesi, per la tendenza della congregazione ad agire al di fuori del controllo dei vescovi e per divergenze nella pastorale vocazionale con i minorenni. In Italia l'allora arcivescovo di Milano Carlo Maria Martini non permise la presenza dei Legionari di Cristo nella sua diocesi.

## Struttura e diffusione
Nel Regnum Christi ci sono 3 diversi gradi di affiliazione che corrispondono a gradi crescenti di impegno, disponibilità ed obbedienza:
- 1º grado: vi fanno parte i laici e i sacerdoti diocesani che si impegnano a collaborare alla vita del Regnum Christi con la preghiera, la vita di grazia, la propaganda di un'immagine positiva del Regnum Christi, il reclutamente di nuovi membri, la partecipazione alle attività di apostolato e l'appoggio economico
- 2º grado: vi fanno parte i laici e i sacerdoti diocesani che si impegnano ad una vita cristiana e spirituale più intensa e ad un lavoro apostolico più attivo, mettendo se stessi, il loro tempo e i loro beni al servizio del Regnum Christi, delle sue attività di apostolato e della sua vita interna secondo le necessità. Si distingue in tre sottolivelli (detti matiz) secondo il tipo di disponibilità richiesta:
  - 1° matiz: disponibilità spirituale
  - 2° matiz: disponibilità spirituale, personale e materiale
  - 3° matiz: totale disponibilità spirituale, personale e materiale
- 3º grado: i consacrati e le consacrate laici del Regnum Christi

L'ingresso nel Regnum Christi è detto incorporazione ed avviene secondo uno specifico rito privato diverso per ogni grado.
Sono simpatizzanti del Regnum Christi tutti gli esterni che lo sostengono con la preghiera, la partecipazione alle attività di apostolato e l'appoggio economico.
L'assenza di registri pubblici dei soci e il secretismo interno non permette di stabilire quanti siano i membri del Regnum Christi.

## I problemi aperti
- Nel 1942 un sacerdote lucchese, Don Giuseppe Casali, fondò in Italia un'associazione chiamata Regnum Christi, che "riunisce preti e laici che hanno voglia d'impegnarsi per collaborare alla crescita in terra del regno di Dio"[16]. Ci sono molte analogie tra la missione e alcune attività del Regnum Christi fondato da Maciel nel 1959 e quelle dell'associazione fondata 17 anni prima da Don Casali.
- I consacrati e le consacrate laici del Regnum Christi rinnovano periodicamente le loro promesse di consacrazione. La consacrazione come avviene nel Regnum Christi è però priva delle condizioni previste dal diritto canonico per lo status di vita consacrata. I consacrati e le consacrate laiche del Regnum Christi sono in realtà laici che vivono in comunità e le loro promesse di povertà, obbedienza e castità non sono voti[17].
- Secondo alcune interpretazioni "falso profeta" significa che Marcial Maciel non è stato un autentico fondatore[18].
- Il segretario generale dei Legionari di Cristo, il sacerdote Evaristo Sada, ha pubblicato nel 2010 Cristo al Centro, in cui "la spiritualità della Legione di Cristo e del Regnum Christi si presenta in forma di brevi riflessioni": in realtà il libro è una raccolta di brani delle lettere di Marcial Maciel[19].

## Filmografia
- (EN, ES)  Vows of silence (El Legionario de Cristo) Archiviato il 7 ottobre 2018 in Internet Archive., di Jason Berry, USA 2008